# Římskokatolická farnost Mělník-Pšovka
Římskokatolická farnost Mělník-Pšovka (lat. Schopka) je církevní správní jednotka sdružující římské katolíky na území městské části Pšovka u Mělníka a v jejím okolí. Organizačně spadá do mladoboleslavského vikariátu, který je jedním z 10 vikariátů litoměřické diecéze. Centrem farnosti je kostel svatého Vavřince v Pšovce u Mělníka.

## Historie farnosti
Nejstarší zmínky o farní duchovní správě v Pšovce jsou z 10. století. V roce 1263 byl zde vybudován klášter augustiniánů společně s konventním kostelem sv. Vavřince. Duchovní správa začala být následně provázána s augustiniány. Donátory kláštera byli bratři Pavel z Luštěnic a Smil z Cítova. Augustiniáni do Pšovky přišli z kláštera Pivoň. Konventní kostel sv. Vavřince vysvětil biskup Jan III. z Dražic. Roku 1268 potvrdil král Přemysl Otakar II. bohaté nadání kláštera od jeho fundátora. Roku 1328 získal klášter příjmy ze Střem. Roku 1373 měl konvent spor s Mělníkem o hranice. 18. března 1421 byl klášter vypálen husity a 26 členů konventu bylo buď pobito, nebo uteklo. Řeholní život zde byl obnoven až v roce 1484. Brzy však kázeň v klášteře silně poklesla. Bylo zde mnoho mnichů z Itálie.
Kostel byl v průběhu časů vypleněn několikrát. Kromě vyplenění za husitských válek v roce 1421 byl vypleněn také v roce 1611. Matriky pro místo jsou následně zachovány až od roku 1614. Za českého stavovského povstání získaly klášter a jeho statek stavy. Posledním převorem před povstáním byl od roku 1615 Gabriel z Hory Ulmy. V roce 1619 povstalí stavové zabavili konventu i jeho hmotné zabezpečení a použili ho na úhradu vojska. Areál kláštera v roce 1620 koupilo od stavů město Mělník. Řeholníci byli následně nuceni žít jen v několika místnostech v patře konventních budov. Obnovy se klášter dočkal až v roce 1640. Klášter a kostel prodělaly barokní přestavbu, kdy se na výzdobě hlavního oltáře klášterního kostela podílel Karel Škréta. Řeholníci tehdy působili také v duchovní správě několika okolních farností (např. v Horní Vidimi). V roce 1789 byl klášter císařem Josefem II. zrušen. Tehdy bylo v klášteře patnáct řeholníků, kteří odešli buď do Svaté Dobrotivé u Hořovic nebo ke sv. Tomáši v Praze a do Bělé pod Bezdězem. Klášter i statek v Pšovce koupila v roce 1789 od náboženské matice Marie Ludmila z Lobkovic a v klášteře byly zřízeny kanceláře vrchní správy lobkovického panství Mělník.
Nová farnost byla v Pšovce zřízena v roce 1792 a augustinián Marek Blažej se zde stal prvním farářem. Dosavadní konventní kostel sv. Vavřince byl prohlášen za farní kostel.
V 80. letech 20. století byla v klášteře učňovská škola. V roce 2002 byl kostel postižen povodní. Poté následovala oprava, jež odkryla prvky z počátků jeho fungování. V roce 2019 klášter koupila společnost Klášter Mělník s.r.o. za účelem citlivé přestavby na domov pro seniory. Provozovatel zařízení, společnost Senlife, otevřela domov pro první klienty v červenci 2021. Ve druhé polovině 20. století začala být farnost v Pšovce administrována excurrendo z mělnického proboštství a tento stav přetrvává i ve 21. století.

### Duchovní správcové vedoucí farnost
Začátek působnosti jmenovaného v duchovní správě farnosti od:
- 1342   Joannes OSA
- 1344   Emmeramus OSA
- 1376   Henricus OSA
- 1394   Ludovicus OSA
- 1406   Andreas OSA
- 1412   Martinus OSA
- 1615   Guilelmus Minzner OSA
- do r. 1740 Havlata OSA
- 1765   Franciscus Pontz OSA
- 1777   Amadeus Dietzenhoffer OSA
- 1784   Marianus  Conradi OSA
- 1785  Angel. Falge OSA

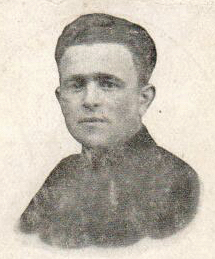
Jaroslav Bláha (1897–1939), farář na Mělníku-Pšovce

- 1786   proto-par. (1. farář) Blažej (Blasius) Marek OSA
- 1793   Franc. Stimpfl
- 1807   Ioann. Paulides
- 1820   Car. Kratochwile, n. 28. 1. 1775 Gitschin, o. 28. 6. 1801, † 8. 9. 1832
- 1829   Joann. Zumann, n. 24. 5. 1795 Bielens., o. 24. 8. 1819, † 25. 3. 1868
- 1852   Jos. Pettrich, n. 2. 4. 1800 Trebnicens., o. 27. 8. 1825, † 14. 5. 1885
- 1853   Anton. Adalb. Cžerny, n. 28. 11. 1818 Neoboleslav, o. 29. 7. 1842, † 25. 11. 1893
- 1870   par. vacat, admin. interc. Wenc. Kašpárek
- 1871   Anton. Gelinek, n. 8. 2. 1813 Neobolesl., o. 3. 8. 1838, † 20. 1. 1880
- 1881   Wencesl. Knížek, n. 2. 11. 1823 Nimburg, o. 4. 7. 1848, † 3. 8. 1895
- 1884   Anton. Bilínský, n. 8. 7. 1827 Sobotka, o. 25. 7. 1855, † 28. 6. 1897
- 1893   Jos. Šlechta, n. 13. 12. 1856 Radvanice, o. 20. 7. 1880, † 8. 7. 1924
- 1918   Wenc. Martinovský, n. 24. 9. 1869 Vysoká, o. 2. 7. 1893, † 13. 7. 1956
- 1920   par. vacat, admin. interc. Joann. Černovický
- 1921   Václav Slavík, n. 7. 9. 1886 Liblice, o. 14. 7. 1912, † 10. 1. 1965
- 1. 11. 1929   par. vacat, admin. interc. Ambros. Smékal OFM Cap.
- 1931   Jaroslav Bláha, n. 16. 2. 1897 Cítoliby, o. 1. 7. 1923, † 30. 11. 1939 nemocnice Milosrdných sester Mělník-Podolí
- 1941   Ambros. Smékal OFM Cap., n. 25. 1. 1878 Přemyslovice (M.), o. 28. 7. 1901
- 1. 11. 1946   Bohuslav Juroška
- 1. 7.  1959    Václav Sikyta
- 1. 8.  1990    Jozef Kujan SDB
- 1. 11. 1992   Jaroslav Vyterna, admin. exc. z proboštství Mělník
- 1. 9.  2002 Jan Jucha, MS, admin. exc. z proboštství Mělník
- 1. 8.  2009 Jacek Zyzak, MS, admin. exc. z proboštství Mělník, † 10. 12. 2022 Polsko[8]
- 19. 12. 2022 Miroslaw Mateńko MS, admin. exc. z proboštství Mělník[9]

Kromě kněží stojících v čele farnosti, působili ve farnosti v průběhu její historie i jiní kněží. Většinou pracovali jako farní vikáři, kaplani, katecheté, výpomocní duchovní aj.

## Území farnosti
Do farnosti náleží území obce:
- Mlazice
- Pšovka u Mělníka

## Římskokatolické sakrální stavby a místa kultu na území farnosti
| | Fotografie                 | Stavba                     | Místo                      | Bohoslužby                      | Zeměpisné souřadnice                                                   | Status                     | Číslo kulturní památky                       |
| Klášterní areál s kostelem | Klášterní areál s kostelem | Klášterní areál s kostelem | Klášterní areál s kostelem | Klášterní areál s kostelem      | Klášterní areál s kostelem                                             | Klášterní areál s kostelem | Klášterní areál s kostelem                   |
| --- | -------------------------- | -------------------------- | -------------------------- | ------------------------------- | ---------------------------------------------------------------------- | -------------------------- | -------------------------------------------- |
| 1. |                            | Kostel sv. Vavřince        | Pšovka u Mělníka           | bližší informace o bohoslužbách | Pšovka, Čertovská, Českolipská 1111/19 50°21′46″ s. š., 14°28′3″ v. d. | farní kostel               | 20560/2-1382 (Pk•MIS•Sez•Obr•WD) (Q13434556) |
| 2. |                            | Klášter augustiniánů       | Pšovka u Mělníka           | —                               | ul. Českolipská 50°21′45″ s. š., 14°28′2″ v. d.                        | bývalý klášter             | 20560/2-1382 (Pk•MIS•Sez•Obr•WD) (Q13434556) |
| 3. |                            | Socha sv. Jana Nepomuckého | Pšovka u Mělníka           | —                               | ul. Čertovská 50°21′46″ s. š., 14°28′3″ v. d.                          | socha                      | 20560/2-1382 (Pk•MIS•Sez•Obr•WD) (Q13434556) |
| Kaple a kříže |                            |                            |                            |                                 |                                                                        |                            |                                              |
| 4. |                            | Kaple                      | Pšovka u Mělníka           | bohoslužby příležitostně        | ul. Českolipská 50°22′30″ s. š., 14°28′2″ v. d.                        | výklenková kaple           | —                                            |
| 5. |                            | Kříž                       | Mlazice                    | —                               | Na Staré cestě 50°22′28″ s. š., 14°27′51″ v. d.                        | krucifix                   | —                                            |
| Některé drobné sakrální stavby a pamětihodnosti lze dohledat zde v databázi Drobné sakrální památky Zaniklé sakrální stavby lze dohledat zde v databázi Poškozené a zničené kostely, kaple a synagogy v České republice |                            |                            |                            |                                 |                                                                        |                            |                                              |